# Amanda Cuesta Hernández
Amanda Cuesta Hernández   (1974) és una crítica d'art, comissària i editora independent catalana. Va ser membre de l'equip de comissariat experimental Creatures (1996-2002) i va desenvolupar diversos projectes que qüestionaven el format expositiu tradicional. També ha dut a terme una intensa activitat com a editora en paral·lel al seu treball de comissària. Entre els seus projectes expositius destaquen Quinquis dels vuitanta. Cinema, premsa i carrer (CCCB, 2009), amb Mery Cuesta, i Llegendes del centre. Mite, pla, cos, poder (Espai Cultural Caja Madrid, 2012). Des de 2013 codirigeix la llibreria La Caníbal.